# Therese Reuterswärd
Therese Reuterswärd, född 9 oktober 1981, är en svensk röstskådespelerska. 

## Filmografi dubbning (Ej Komplett)
(Notering, åren som är angivna är de åren dubbningarna utfördes)
| År        | Titel                         | Roll         | Notering        |
| --------- | ----------------------------- | ------------ | --------------- |
| 1993      | Dennis (1993-års serie)       | Maggan       | TV-Serie        |
| 2006      | Händige Manny                 | Klinga       | TV-Serie        |
| 2003      | Kaleido Star                  | Yume         | TV-Serie        |
| 1997      | Den fula ankungen             | Skruffan     | Film            |
| 1997      | Ensam hemma igen              | Molly Pruitt | Film            |
| 1995      | Toy Story                     | Hanna        | Film            |
| 1998-2001 | Snobben                       | Gullan       | TV-Serie & Film |
| 1999      | Mary Poppins                  | Jane Back    | Film            |
| 1999      | Pokémon - Filmen              | Neesha       | Film            |
| 1998      | Små Soldater                  | Christy      | Film            |
| 1998      | Taran och den magiska kitteln | Eilonwy      | Film            |
| 2004      | Thunderbirds                  | Tintin       | Film            |